# Cernunnos
Cernunnos est un dieu gaulois. Les chercheurs en sont réduits à des conjectures fondées sur l'interprétation de l'onomastique et de l'iconographie pour comprendre son rôle dans la religion gauloise puis gallo-romaine.
Figure majeure du panthéon celtique, Cernunnos incarnerait le cycle biologique de la nature, reflétant simultanément la vie et la mort, la germination et le dépérissement, à l'image du cerf, l'animal qui le symbolise, lequel perd ses bois en hiver pour les recouvrer au printemps. Fréquemment associé à la Déesse-mère, une autre figure majeure du panthéon celtique, il représenterait par ailleurs la puissance masculine et la fécondité.

## Onomastique

### Épigraphie
Son nom est attesté par une inscription gallo-romaine : celle du pilier des Nautes de Paris, conservée au musée de Cluny. Le pilier des Nautes est le seul document où on trouve l'image et le nom associés.
On trouve le nom seul sur 3 autres documents épigraphiques. Le premier est une dédicace mise au jour à Montagnac en lettres grecques : αλλετ[ει]υος καρνονου αλ[ι]σο[ντ]εας, que l'on peut traduire par « Alleteinos [a dedié ceci] à Karnonos d'Alisontia ». Le deuxième et troisième sont une paire d'inscriptions identiques découvertes à Steinsel-rëlent au Luxembourg : Deo Ceruninco. Par ailleurs, on a pu identifier des dieux cornus sans nom existant sur plusieurs artefacts archéologiques, lesquels sont répartis dans une aire géographique très vaste. Le plus ancien serait représenté au Val Camonica en Italie du Nord , laquelle est proche de la vallée des merveilles située, dans le massif du Mercantour (Alpes du Sud).
Néanmoins l'icône de Cernunnos la plus connue et la plus étudiée demeure celle ouvragée sur la partie supérieure du chaudron de Gundestrup.

### Étymologie
La traduction usuelle du théonyme est « (dieu) cornu ». On restitue d'après carnon « corne, trompe » rapporté par le lexicographe Hésychius comme étant un terme galate ϰἀρνον (karnon) et le nom des peuples gaulois Carni, Carnutes, Carnonacae. Ils doivent signifier ± « les Cornus, ceux à la corne ». On rapproche aussi carnyx « trompe de guerre des celtes » (par analogie avec les cornes traditionnellement utilisées pour produire des sons). On compare avec le breton karn et le gallois carn qui signifient « sabot » (« fait de corne »). Carnonos est attesté au datif comme théonyme dans l'inscription gallo-grecque de Montagnac : carn + suffixe -no- fréquent dans les noms divins. Enfin, on connaît un gallo-latin carnuātus signifiant « cornu », cornu étant issu du latin cornutus.
Le thème avec vocalisme en e kern (le vieil irlandais a cern < *kernā « excroissance [cornue] ») désigne en celtique expressément le sommet de la tête et il s'apparente aux mots indo-européens désignant des bêtes à corne en général et le cerf en particulier. L'élément -unnos est, quant à lui, un suffixe augmentatif dont la signification porte sur la qualité physique du morphème central. On pourrait ainsi traduire de façon littérale Cernunnos par « bellement corné », ou encore « belles cornes, beau cornu ».

### Toponymie
De nombreux sites et régions géographiques pourraient présenter des filiations linguistiques avec le théonyme Cernunnos (on pourrait retenir entre autres villes Concarneau (du breton : Konk-Kerne « anse de Cornouaille »), dans le Finistère ; Cerny, nom porté par plusieurs communes françaises, qui sont issus de Cerniacum[réf. nécessaire] ; Cernusco Lombardone en Lombardie ; Cernusson ; Cernuc, en Tchéquie)[réf. nécessaire].
Il y a également un cours d'eau français nommé le Sânon (fluvius Cernuni 699), affluent de la Meurthe en Moselle, nom dont les formes anciennes sont Cernune, Cernone, Kernone (VIIe – VIIIe siècles). De plus, durant l'Antiquité, les dieux fleuves étaient représentés avec des cornes. Le Cernon affluent de l'Isère à Chapareillan.
Ce constat doit toutefois être nuancé ; factuellement, très peu de ces filiations linguistiques sont attestées et/ou vérifiées. On doit cependant citer les Cornouailles, bretonnes et britanniques, le site de Carnac et son église Saint-Kornely, celui-ci étant représenté avec des bœufs (bêtes à cornes). Dans ce cas précis, le morphème celte kern est devenu korn, le -e- remplacé par le -o-, par le biais de l'influence linguistique latine[réf. nécessaire]. On peut également appliquer le même procédé en regard de l'ethnonyme Cornovii (terme décliné en Cornobii, Cornavii et Cornabii), le peuple celte antique qui occupait le territoire des Cornouailles, d'une partie de l'Écosse et des Midlands.

## Iconographie

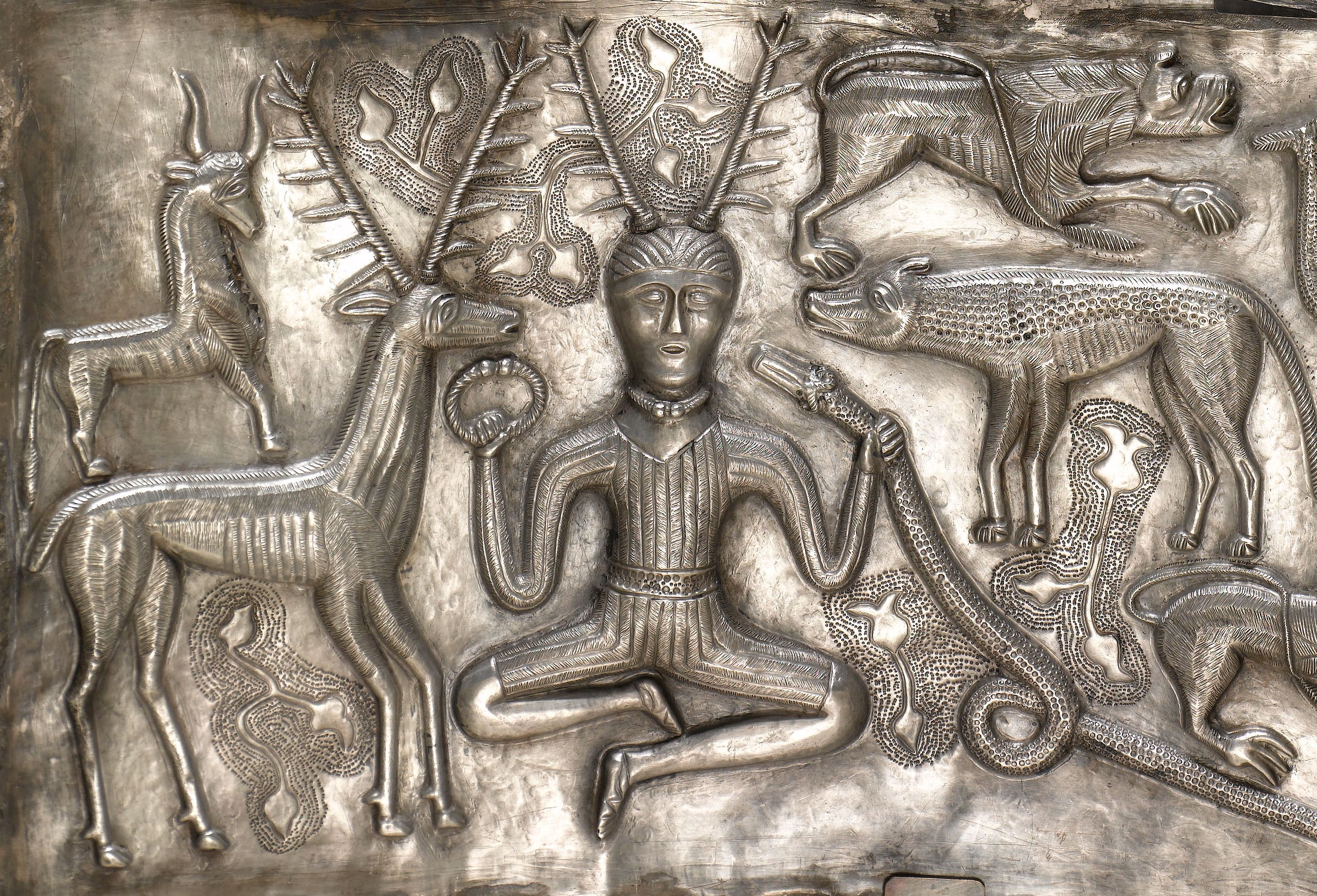
Cernunnos sur le chaudron de Gundestrup.

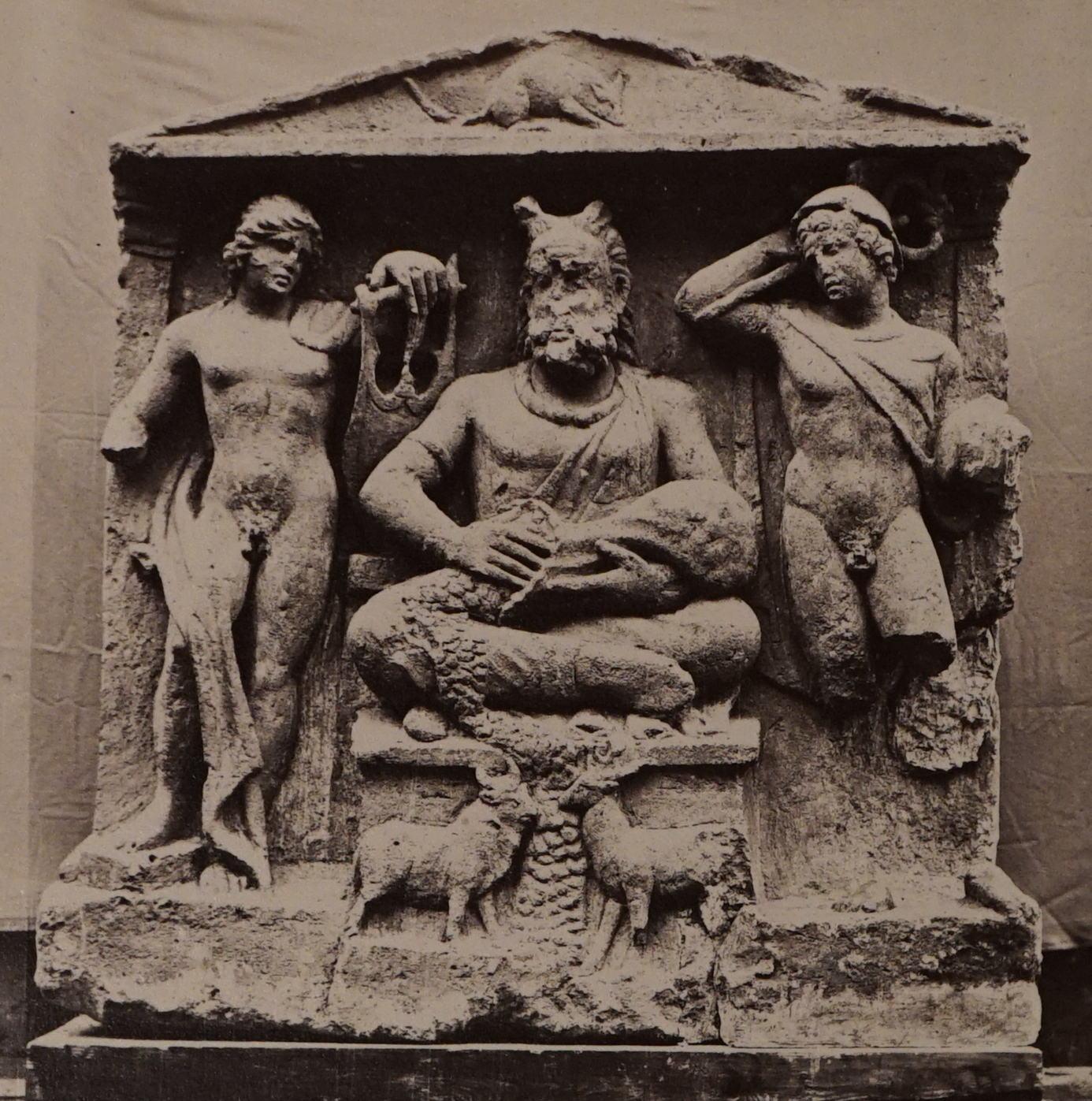
Cornes de bouc, torque, bœuf, sac de pièce qu'il répand et posture assise en tailleur, Reims.

L'iconographie, elle, comporte un dossier d'une soixantaine de représentations. Il est notamment représenté sur le chaudron de Gundestrup (récipient cultuel datant du Ier siècle av. J.-C.) et sur le pilier des Nautes de Lutèce (monument élevé par la corporation des Nautes, sous le règne de Tibère entre 14 et 37 après Jésus-Christ). Son iconographie présente certaines caractéristiques fréquentes et/ou récurrentes, cependant, il apparaît parfois sous des formes différentes.
Les divinités traditionnelles des Gaulois ont continué d'être honorées après la conquête. Cela ne dérangeait pas l'autorité romaine dans la mesure où la religion ne servait pas de prétexte à comploter contre elle et n'excluait pas le culte fédérateur à l'empereur. Il arrivait certainement que les Romains installés en Gaule adoptassent dans leur pratique religieuse une divinité locale.

### Caractéristiques iconographiques fréquentes

#### Le torque
Cernunnos porte le bijou emblématique des Gaulois, le torque, parfois autour du cou, accroché à ses bois ou dans une de ses mains.

#### La posture duYoga
Cernunnos est souvent assis en tailleur, à la manière « bouddhique ». Cette posture est traditionnelle des dieux et des héros celtes, représentés en tailleur. On retrouve cette figuration chez les guerriers accroupis découverts en 1860 à Roquepertuse dans les Bouches-du-Rhône.
Il apparaît également dans cette position sur certains monuments de Reims, de Vendœuvres, de Saintes ou encore de Sommerecourt.
Il peut être debout aussi (Cernunnos de Margerides).

#### Les scènes iconographiques récurrentes

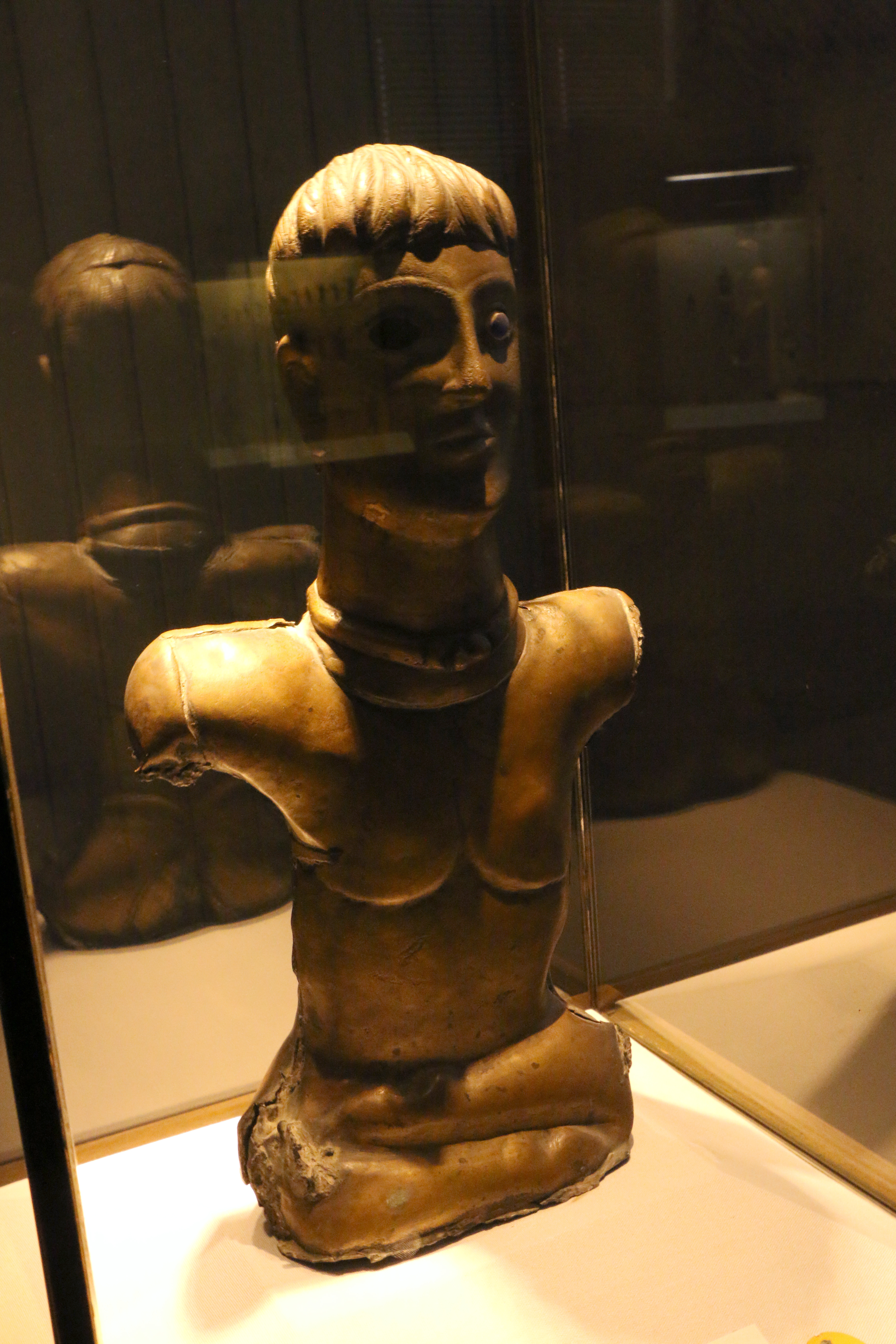
Jeune et imberbe, Bouray-sur-Juine.

- Cernunnos tient un sac de pièces qu’il répand ou un panier plein de nourriture, deux représentations de l’abondance.
- Cernunnos est parfois tricéphale ou à trois visages comme dans la stèle aux trois divinités découverte en 1973 aux Bolards, en Côte-d'Or.
- Cernunnos est tantôt représenté jeune et imberbe, tantôt comme un homme mûr à la barbe fournie[11].
- Cernunnos est parfois entouré d’animaux, ce qui pourrait en faire un Maître du règne animal. Le serpent à tête de bélier lui est souvent associé. Ce serpent à tête "criocéphale" bénéficiait d'une grande popularité dans toute l'Europe celtique et en Gaule, illustrant l'unité culturelle réalisée par les Celtes au terme de leur expansion. On le retrouve dans les Alpes italiennes, sur les gravures rupestres du Val Camonica dès le IVe siècle, sur le chaudron de Gundestrup, sur les monnaies des Séquanes et des Boïens de Bohême[12].

- Il est également fréquent qu'une icône de Cernunnos soit associée à celle de la déesse-mère. En témoignent pour exemples les plus étudiés ; le chaudron de Gundestrup, où les deux divinités celtes apparaissent clairement sans doute possible et de surcroît, en relation directe ; sur le monument gallo-romain de Saintes, l'arc de Germanicus, lequel révèle, sculptée sur l'une de ses faces, la représentation d'un homme dénudé, cornu et en posture de yoga, aux côtés d'une femme tenant une corne d'abondance et d'un autre homme muni d'une massue ; tandis que sur une autre face se distingue un homme toujours nu et dans la posture du lotus, néanmoins dépourvu de cornes, toujours aux côtés d'une femme munie d'une corne d'abondance, mais cette fois-ci la scène iconographique est exemptée de ce tiers personnage à la massue. On peut supposer que la relation nouant Cernunnos à la déesse-mère (laquelle apparaît sous les traits de la femme à la corne d'abondance) se résume à un couple mari-femme, et que, par ailleurs Cernunnos est affublé de cornes uniquement en présence du second homme (Cernunnos "porte les cornes"), comme nous l'indique le dernier exemple ; en outre, et dans une moindre mesure, cette relation symboliserait également la science ou la connaissance - Cernunnos orné de ses bois - qui engerme l'esprit - la déesse-mère[13].

### Des détails morphologiques de Cernunnos plus rares
- D'une manière beaucoup moins fréquente, la tête de Cernunnos est représentée ornée de cornes de bouc à la place de bois de cervidés, tel l'icône du dieu celte apparaissant sur l'autel de Beaune[14].

- Enfin, on suppose qu'une représentation de Cernunnos soit matérialisée par la figurine d'un cerf ouvragée en bronze, et sise sur l'avant et l'arrière du char cultuel de Strettweg, lequel est un artefact archéologique appartenant à la culture Hallstattienne. Le cerf possède un corps de petite taille et est également muni de ramures disproportionnées par rapport à ce dernier. En outre, le cerf est encadré de deux personnages tenant chacun une ramure de l'animal[15].

- La Statuette d'une divinité gauloise à l'oreille de cervidé conservée au Musée de Picardie à Amiens, datée de la fin du Ier siècle, serait une représentation de Cernunos.

### L'évolution de l'iconographique de Cernunnos
La représentation de Cernunnos, dieu mi-humain, mi-animal, cesse apparemment au IIe siècle de notre ère. À cette période, le panthéon gallo-romain est dominé par les formes classiques anthropomorphiques (en témoigne ce que l'on suppose être l'équivalent romain de Cernunnos, Mercure). Peu de temps après la conquête et le processus de romanisation de la Gaule, les principaux piliers et vecteurs culturels gaulois se voient "récupérés" et absorbés dans ceux indubitablement prégnants des Romains.

## Conjectures et interprétations ayant trait à Cernunnos

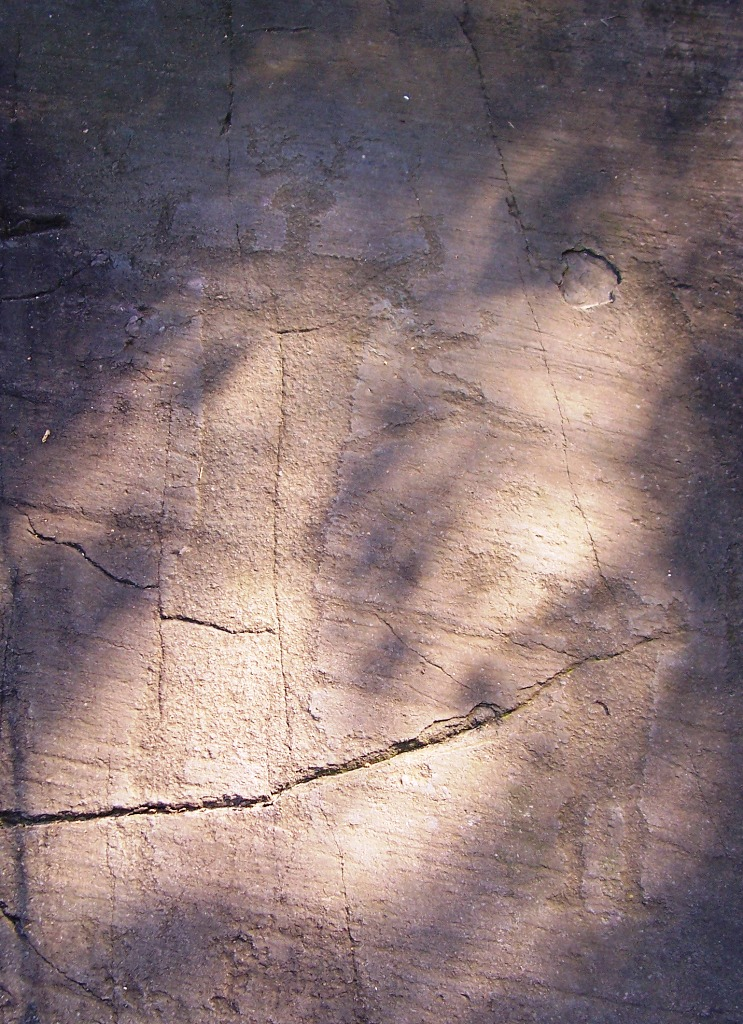
Cernunnos sur une gravure rupestre dans le parc national de la Naquane (Capo di Ponte)

### Cernunnos est-il le dieu de la prospérité et des saisons?
On pourrait interpréter le fait qu'il est représenté tenant un sac de pièces ou un panier plein de nourriture comme le signe qu'il est le dieu de la richesse. Les bois peuvent symboliser la puissance fécondante et les renouvellements cycliques, ils repoussent pendant la saison claire de l’année celtique. Une sculpture de Cernunnos trouvée à Meaux montre le sommet de son crâne muni de deux protubérances latérales qui suggèrent la repousse prochaine de la ramure.

### Cernunnos est-il le dieu père des Gaulois?
Selon l'historienne Anne Lombard-Jourdan, le dieu père des Gaulois auquel Jules César donne le nom d'un dieu romain, Dis Pater, forme plus ancienne de Pluton, pourrait être Cernunnos. Dis Pater est en effet le dieu du monde souterrain et des richesses comme pourrait l'être Cernunnos. Le dieu que Jules César nomme Dis Pater pourrait avoir été honoré sous des formes et des dénominations variées : tel peuple pouvait célébrer son culte sous tel ou tel nom selon des qualités divines mises en avant par les druides locaux. Cernunnos est le seul dieu à porter systématiquement des attributs caractéristiques des peuples des Gaules comme les braies et le torque, ce qui plaide pour en faire un dieu père des Gaulois. Ces appellations ont donné naissance à des dieux plus connus : chacun de ces dieux ne serait en fait qu'une hypostase du dieu Père.

### Cernunnos est-il une divinité archaïque?
Plusieurs éléments semblent indiquer que la figure de Cernunnos correspond à une divinité très ancienne.
Selon toutes apparences, le culte d'un dieu cornu pourvu de bois de cerf semblerait remonter à l'ère des mégalithes, ou plus précisément au cours de la période du mésolithique, lorsque le cerf faisait figure d'« animal sacré » ; on pourrait mettre en évidence ce postulat par la mise au jour d'une peinture pariétale sise dans la grotte des Trois-Frères dans l'Ariège, ladite peinture représente, entre autres, des « sorciers » munis de bois de cervidés sur la tête[source insuffisante].
Dès le IVe et le IIIe millénaire, dans la vallée de l'Indus, un dieu cornu est existant: assis en tailleur, à la face simiesque, et à ses côtés, des animaux sauvages, comme des éléphants et des rhinocéros.
Sa posture yogique pourrait indiquer une origine pré-celte (et pré-indo-européenne) selon Alain Daniélou, relevant de la même thématique iconographique que celle du sceau retrouvé à Mohenjo-daro (civilisation de l'Indus) : représentation d'un dieu à cornes, assis en tailleur, entouré d'animaux. Cette figure de Mohenjo-daro correspondrait à Pashupati, épithète de Rudra, une figure primitive de Shiva[source insuffisante], lui-même initialement épithète de Rudra. Une icône similaire et localisée dans la même région du monde a été identifiée sur un autre sceau, sur le site archéologique d'Harappa et datée de la période pré-aryenne de l'Inde. On pourrait donc conjecturer, en regard de ces deux indices, une probable parenté mythologique entre Cernunnos et Shiva.
On peut signaler qu'à l'époque proto-hittite, il existait dans la civilisation du Hatti un culte du cerf. Il persistera d'ailleurs, en Cappadoce un culte similaire, d'où pourrait découler la vision de saint Eustache, général romain amateur de chasse. Ainsi, Placidus se convertit au christianisme et prit le nom d’Eustache après avoir vu apparaître une croix entre les bois d’un cerf[source insuffisante].

## Survivances et pérennité du mythe de Cernunnos après l'Antiquité celte

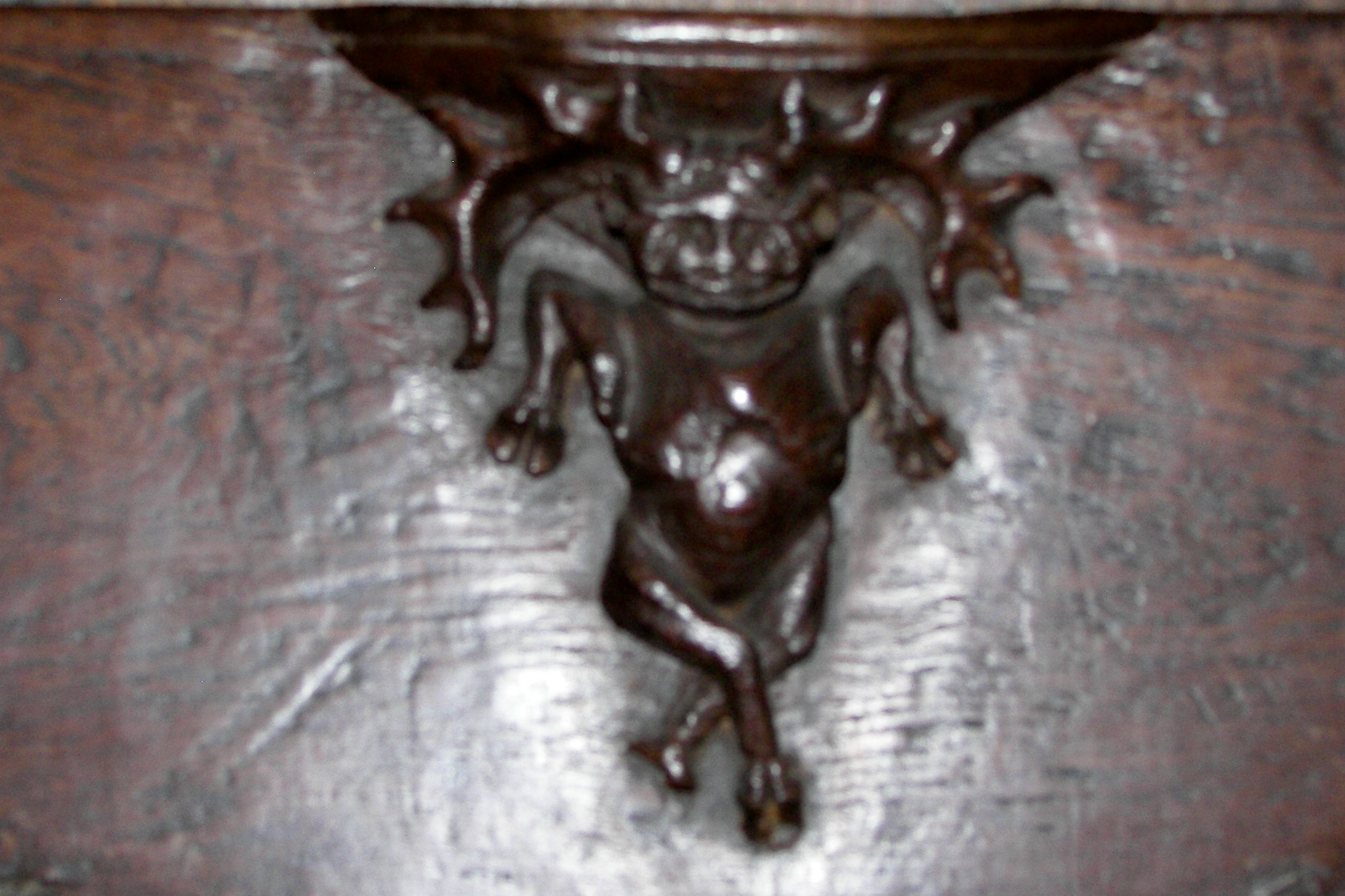
Une sculpture inspirée par le souvenir du dieu ?

- Certains[Qui ?] voient dans l'association deux saints bretons semi-légendaires, saint Edern et saint Théleau, tous deux traditionnellement représentés comme chevauchant un cerf, un héritage de la religion celte qui tenait la bête en grande vénération. La chute annuelle des bois suivie de repousse passait aux yeux des anciens pour être symbole de mort et de résurrection. Le cerf, on le sait était associé au culte rendu du dieu Cernunnos[23].
- Une représentation tardive de ce dieu ? : Dans les stalles de la collégiale Saint-Thiébaut de Thann (Haut-Rhin), dont la construction s'échelonne du XIIIe au XVe siècle, une miséricorde représente un personnage mi-homme mi-cervidé qui pourrait être Cernunnos ou du moins une image inspirée de son souvenir[réf. nécessaire].
- Ce dieu cornu a probablement été assimilé au Diable par les catholiques, dans le but d'éloigner le peuple de ce culte considéré comme païen, donc mauvais[24].

- La tradition orale nous donne également un aperçu de la continuité de la mythologie entourant, ou tout au moins les fragments qu'il en est demeuré après les processus de romanisation et de christianisation des peuples celtes. Ainsi, dans le Mabinogi « Owein et Lunet », on retrouve un avatar de Cernunnos sous les traits d'un « Chevalier Noir » en armure, fort laid et celui-ci dépourvu d'attributs cornés. L'un des chevalier du Roi Arthur dénommé Kynon conte ses exploits de jeunesse, dont l'un fut de se confronter à un personnage particulièrement maléfique. Un châtelain dont il est l'invité, lui indique l'existence non loin, d'un chevalier noir vivant à côté d'une fontaine entourée d'animaux divers et pouvant lui fournir le chemin à suivre pour trouver le personnage maléfique. Ce faisant, Kynon vient solliciter l'information auprès du fameux chevalier noir, lequel frappe alors un cerf tout proche. L'animal baisse docilement sa tête dans une direction précise ; vers le lieu où Kynon doit se rendre. On peut discerner les nombreuses connotations ayant trait à Cernunnos par le biais du chevalier noir et de ce qui l'entoure; il est le maître de la faune, de la vie et de la nature. Il est cependant remarquable de constater que l'avatar de Cernunnos ne porte pas d'andouillers, mais cette facette du dieu cornu est contrebalancée par la présence du cerf. Ce mabinogi aurait été traduit et transcrit bien plus tard (aux XIe et XIIe siècles) par des moines franciscains; on pourrait y percevoir un phénomène de « censure » de la christianisation de Cernunnos[25].
- En Irlande, Cernnunnos possède un avatar nommé Némed. signifiant « le sacré ». Dans l’œuvre le Lebor Gabala, ou le livre des conquêtes, Némed dit le « dieu-cerf » est le seigneur du second peuple conquérant l'Irlande: le « peuple-cerf ». À la suite de leur conquête, ces derniers se confrontent aux Formoirés, un peuple maléfique sous l'égide de Balor, un roi-sorcier. Après trois batailles successives entre les deux peuples protagonistes, le peuple-cerf et son chef furent anéantis au cours d'une quatrième et dernière confrontation. Les Foirmoirés, incarnant le rival de Cernunnos, tel le tiers personnage à la massue dans une scène iconographique gallo-romaine, comme nous l'avons vu plus haut, vainc le dieu à cornes (le peuple-cerf et surtout son maître), lui prenant son épouse la Déesse-mère (ici symbolisée par le royaume, la terre, ou encore le territoire d'Irlande[26].
- Dans un autre Mabinogi, Pwyll, prince de Dyvet, le dénommé Pwyll fait la connaissance d'un chevalier tout de gris vêtu: Arawn roi d'Annwvyn le royaume des morts. Arawn, qui n'est autre qu'un avatar de Cernunnos dans ce récit, possède également une meute de chiens, laquelle met à terre un cerf. Pwyll appelle néanmoins sa propre meute de chien à se repaître du corps du cervidé. Arawn exprime alors son désaccord et demande à Pwyll de faire un pacte, afin que ce dernier puisse se dédouaner. Ainsi Pwyll prend la place de Arawn au royaume des morts et partage le même lit que la propre femme d'Arawn, tout en faisant vœu d'abstinence, et ce pendant un an. Au terme de l'année écoulée, Pwyll doit également, selon le pacte, pourfendre d'un seul coup porté, l'ennemi juré d'Arawn, le dénommé Hafgan. Ce que Pwyll effectue.

Dès lors, Pwyll et Arawn reprennent leur place respectives et Pwyll, prince de Dyvet, est désormais également appelé « Roi d'Annwvyn » par son peuple vassalisé.
Au-delà de l'apparition de Cernunnos sous les traits d'un autre avatar; ce conte oral mettrait également en lumière l'importance du culte marital dans la tradition celtique et post-celtique.

## Dans la culture populaire

### Livres
- Cernunnos est un personnage de l'univers de la série de romans de fantasy pour la jeunesse Les Secrets de l'immortel Nicolas Flamel de Michael Scott.
- Cernunnos est le nom d'usage du Diable dans la série de bandes-dessinées Freaks' Squeele de Florent Maudoux où il est représenté avec des bois de cerf et apparait plus proche du Cernunnos celte que du Diable catholique.
- Cernunnos fait partie des nombreux dieux cités dans la série de bande dessinée Astérix.
- Cernunnos est l'un des dieux intervenant dans la série de romans Rois du monde, de Jean-Philippe Jaworski.
- Cernnunos apparaît dans les romans d'Amélie Divil Le gardien des lochs III, ainsi que dans Le cerf blessé d’Écosse.
- Cernunnos est l'un des antagonistes du cycle Rigante de David Gemmell (largement inspiré de la culture et de l'histoire celte anglo-saxonne) et plus particulièrement du dernier tome, Le Cavalier de l'Orage.

### Films
- Cernunnos, court-métrage de 10 minutes par Paul-Alexandre Forsans.

### Bandes dessinées
- Comès : apparitions dans La Belette (1983), Iris (1991), La Maison où rêvent les arbres (1995).
- La corne de Cernunnos est un objet pour contacter les Déesses dans le manga Seven Deadly Sins (2012).
- Un personnage apparenté à Cernunnos apparaît dans le tome 5 de la bande dessinée Freaks' Squeele (2012).

### Animation japonaise
- Apparaît dans Junketsu No Maria en tant qu'ancienne divinité oubliée liée à Maria-dono.

- Lien avec le Dieu Cerf dans Princesse Mononoké de Hayao Miyazaki.

### Jeux vidéo
- Cernunnos est un dieu jouable de Smite.
- Le Pokémon Xerneas, associé à un cerf, tient son nom, entre autres, de Cernunnos.
- Cernunnos est un boss du jeu japonais Fate/Grand Order.

### Musiques
- Cernunnos est une chanson du groupe néofolk et celtique néerlandais Omnia, de l'album Earth Warrior sorti en 2014.
- Cernvnnos est une chanson du groupe de folk métal suisse Eluveitie, de l'album Evocation II - Pantheon sorti en 2017.
- Cernunnos est une chanson de l'auteur-compositeur-interprète Mournful Skank, tirée de son album Amor Fati sorti en 2021, de type reggae triste.

### Séries
- Allusions à Cernunnos dans les séries Ennemi public et Hannibal.
- La série télévisée franco-belge Zone Blanche, diffusée sur France 2 et RTBF ; ici Cernunnos est le dieu-cerf qui se cache dans la forêt de Villefranche dans les Vosges et qui régit le territoire. Cernunnos est effectivement acteur dans la germination (il sauve des vies) et dans le dépérissement (il tue des gens potentiellement dangereux pour son territoire).

### Danse
- Allusion a Cernunnos dans le spectacle intitulé Massacre de Marion Motin, danseuse et chorégraphe française.

## Astronomie
- (481984) Cernunnos, astéroïde.